# Чемпионат России по кёрлингу среди женщин 2016
24-й чемпионат России по кёрлингу среди женских команд в группах «А» и «Б» проходил с 16 по 23 мая 2016 года в кёрлинг-центре «Ледяной куб» города Сочи. Чемпионский титул выиграла команда Москва-1.

## Регламент турнира
В группе «А» принимают участие 10 команд: 3 из московского клуба «Москвич» (Москва-1, «Зекурион-Москвич», СШОР «Москвич»), две из санкт-петербургского клуба «Адамант» («Адамант»-1 и «Адамант»-2), две из Московской области, команда Краснодарского края и ещё по одной команде из Москвы («Воробьёвы Горы») и Санкт-Петербурга (УОР-2).
Чемпионат включает два этапа — предварительный и плей-офф. На предварительной стадии команды играют в один круг. Места распределяются по общему количеству побед. В случае равенства этого показателя у двух и более команд приоритет отдаётся преимуществу в личных встречах соперников. Если на место в плей-офф претендуют несколько команд, имеющих одинаковое количество побед, то между двумя из них проводится дополнительный матч (тай-брейк). Четыре лучшие команды выходят в плей-офф и, разделившись на пары (1-я играет с 4-й, 2-я — с 3-й), определяют двух финалистов, которые разыгрывают первенство. Проигравшие в полуфиналах в матче за 3-е место разыгрывают бронзовые награды.
Команда, занявшая в чемпионате последнее место, покидает группу «А».
Чемпионат в группе «Б» проводится по той же схеме, что и в группе «А». Победитель получает путёвку в группу «А» следующего сезона. Окончательно же состав групп «А» и «Б» чемпионата России 2017 определится в следующем году.

## Команды
| Команда                          | Скип                  | Третий              | Второй              | Первый               | Запасной             |
| -------------------------------- | --------------------- | ------------------- | ------------------- | -------------------- | -------------------- |
| Группа А                         |                       |                     |                     |                      |                      |
| Сборная Москвы 1                 | Анна Сидорова         | Маргарита Фомина    | Кира Езех           | Александра Раева     | Екатерина Галкина    |
| Адамант 1 (Санкт-Петербург)      | Алина Ковалёва        | Ульяна Васильева    | Екатерина Кузьмина  | Мария Комарова       | Оксана Богданова     |
| Краснодарский край (Сочи)        | Ольга Жаркова         | Юлия Портунова      | Галина Арсенькина   | Юлия Гузиева         | Наталья Зайцева      |
| Адамант 2 (Санкт-Петербург)      | Виктория Моисеева     | Оксана Гертова      | Олеся Глушенко      | Мария Дуюнова        | Анастасия Брызгалова |
| Московская область 2 (Дмитров)   | Ксения Шевчук         | Ирина Рязанова      | Влада Румянцева     | Анастасия Мищенко    | Анастасия Шустрова   |
| Московская область 1 (Дмитров)   | Дарья Морозова        | Ольга Котельникова  | Анастасия Москалёва | Марина Вдовина       | Дарья Стексова       |
| Зекурион-Москвич (Москва)        | Алина Биктимирова     | Яна Некрасова       | Екатерина Антонова  | Анастасия Скултан    |                      |
| Воробьевы горы 1 (Москва)        | Мария Бакшеева        | Екатерина Выборнова | Римма Шаяфетдинова  | Вера Тюлякова        | Евгения Демкина      |
| УОР-2 (Санкт-Петербург)          | Мария Рустамова       | Анастасия Даньшина  | Виктория Муравьева  | Арина Пянтина        | Надежда Белякова     |
| СШОР «Москвич» (Москва)          | Мария Борисова        | Надежда Карелина    | Мария Архипова      | Ирина Беляева        | Марина Малеева       |
| Группа Б                         |                       |                     |                     |                      |                      |
| Челябинск                        | Динара Байгунина      | Марина Согрина      | Анна Поспелова      | Анастасия Вдовина    | Дарья Амельченко     |
| СШОР «Москвич» 2 (Москва)        | Лолита Третьяк        | Ирина Терехина      | Ксения Новикова     | Полина Черных        |                      |
| Воробьевы горы 2 (Москва)        | Анастасия Бегинина    | Диана Маргарян      | Мария Миконяти      | Мария Цебрий         |                      |
| ШВСМ по ЗВС (Санкт-Петербург)    | Ника Моисеева         | Арина Заседателева  | Яна Гаршина         | Алевтина Нечай       |                      |
| Альбатрос (Калининград)          | Ксения Пикалова       | Наталья Усенко      | Галина Поддубная    | Карина Аскарова      | Мария Волошина       |
| Краснодарский край 2 (Сочи)      | Анастасия Эксузян     | Валерия Малыгина    | Дарья Денисенко     | Карина Баймухомедова | Мария Ковалева       |
| Московский кёрлинг клуб (Москва) | Елена Солодкая        | Татьяна Сухова      | Наталья Янина       | Юлия Власова         | Наталья Евсеева      |
| Сборная Санкт-Петербурга 2       | Анастасия Сударушкина | Агата Давыдова      | Арина Касаткина     | Евгения Дружук       |                      |

## Группа «А»

### Результаты

#### Предварительный этап
| М   | Команда                      | 1    | 2    | 3    | 4    | 5   | 6    | 7   | 8    | 9    | 10   | И | В | П |
| --- | ---------------------------- | ---- | ---- | ---- | ---- | --- | ---- | --- | ---- | ---- | ---- | - | - | - |
| 1   | Сборная Москвы-1             |      | 4:9  | 6:2  | 8:3  | 9:4 | 8:2  | 8:3 | 6:1  | 9:3  | 11:2 | 9 | 8 | 1 |
| 2   | «Адамант»-1 Санкт-Петербург  | 9:4  |      | 6:7  | 8:7  | 6:5 | 12:1 | 8:6 | 5:2  | 11:4 | 8:3  | 9 | 8 | 1 |
| 3   | Краснодарский край Сочи      | 2:6  | 7:6  |      | 7:5  | 7:5 | 10:5 | +:- | 8:3  | 10:2 | 8:5  | 9 | 8 | 1 |
| 4-5 | «Адамант»-2 Санкт-Петербург  | 3:8  | 7:8  | 5:7  |      | 9:6 | 5:6  | 7:8 | 6:5  | 12:0 | 9:1  | 9 | 4 | 5 |
| 4-5 | Московская область-2 Дмитров | 4:9  | 5:6  | 5:7  | 6:9  |     | 9:5  | 8:7 | 4:8  | 8:7  | 8:7  | 9 | 4 | 5 |
| 6   | Московская область-1 Дмитров | 2:8  | 1:12 | 5:10 | 6:5  | 5:9 |      | 4:5 | 6:3  | 12:7 | 7:3  | 9 | 4 | 5 |
| 7   | «Зекурион-Москвич» Москва    | 3:8  | 6:8  | -:+  | 8:7  | 7:8 | 5:4  |     | 7:4  | 7:4  | 6:7  | 9 | 4 | 5 |
| 8   | «Воробьёвы Горы 1» Москва    | 1:6  | 2:5  | 3:8  | 5:6  | 8:4 | 3:6  | 4:7 |      | 6:4  | 11:4 | 9 | 3 | 6 |
| 9   | УОР-2 Санкт-Петербург        | 3:9  | 4:11 | 2:10 | 0:12 | 7:8 | 7:12 | 4:7 | 4:6  |      | 6:3  | 9 | 1 | 8 |
| 10  | СШОР «Москвич» Москва        | 2:11 | 3:8  | 5:8  | 1:9  | 7:8 | 3:7  | 7:6 | 5:11 | 3:6  |      | 9 | 1 | 8 |

#### Тай-брейк
|                      | Итого |
| -------------------- | ----- |
| «Адамант»-2          | 8     |
| Московская область-2 | 5     |

#### Плей-офф
Полуфинал
|                  | Итого |
| ---------------- | ----- |
| Сборная Москвы-1 | 11    |
| «Адамант»-2      | 5     |

|                    | Итого |
| ------------------ | ----- |
| «Адамант»-1        | 7     |
| Краснодарский край | 8     |

Матч за 3-е место
|             | Итого |
| ----------- | ----- |
| «Адамант»-1 | 5     |
| «Адамант»-2 | 3     |

Финал
|                    | 1 | 2 | 3 | 4 | 5 | 6 | 7 | 8 | 9 | 10 | Итого |
| ------------------ | - | - | - | - | - | - | - | - | - | -- | ----- |
| Сборная Москвы-1   | 0 | 0 | 0 | 1 | 1 | 0 | 2 | 0 | 0 | 1  | 5     |
| Краснодарский край | 0 | 0 | 1 | 0 | 0 | 1 | 0 | 0 | 1 | 0  | 3     |

### Итоги

#### Положение команд
| Сборная Москвы-1                 | 6. Московская область-1        |
| Краснодарский край (Сочи)        | 7. «Зекурион-Москвич» (Москва) |
| «Адамант»-1 (Санкт-Петербург)    | 8. «Воробьёвы Горы» (Москва)   |
| 4. «Адамант»-2 (Санкт-Петербург) | 9. УОР-2 (Санкт-Петербург)     |
| 5. Московская область-2          | 10. СШОР «Москвич» (Москва)    |

#### Призёры
Сборная Москвы-1: Анна Сидорова, Маргарита Фомина, Александра Раева, Нкеирука Езех, Екатерина Галкина. Тренер — Ольга Андрианова.
  Краснодарский край (Сочи): Ольга Жаркова, Юлия Портунова, Галина Арсенькина, Юлия Гузиёва, Наталья Зайцева. Тренер — Сергей Беланов.
  «Адамант»-1 (Санкт-Петербург): Алина Ковалёва, Ульяна Васильева, Екатерина Кузьмина, Мария Комарова, Оксана Богданова. Тренер — Алексей Целоусов.

## Группа «Б»

### Результаты

#### Предварительный этап
| М | Команда                          | И | В | П |
| - | -------------------------------- | - | - | - |
| 1 | Челябинск                        | 7 | 5 | 2 |
| 2 | СШОР «Москвич»-2 (Москва)        | 7 | 5 | 2 |
| 3 | «Воробьёвы Горы»-2 Москва        | 7 | 5 | 2 |
| 4 | ШВСМ-ЗВС (Санкт-Петербург)       | 7 | 5 | 2 |
| 5 | «Альбатрос» (Калининград)        | 7 | 4 | 3 |
| 6 | Краснодарский край-2 (Сочи)      | 7 | 2 | 5 |
| 7 | Московский кёрлинг-клуб (Москва) | 7 | 2 | 5 |
| 8 | Санкт-Петербург-2                | 7 | 0 | 7 |

#### Плей-офф
Полуфинал
|           | Итого |
| --------- | ----- |
| Челябинск | 6     |
| ШВСМ-ЗВС  | 4     |

|                    | Итого |
| ------------------ | ----- |
| СШОР «Москвич»-2   | 9     |
| «Воробьёвы Горы»-2 | 4     |

Матч за 3-е место
|                    | Итого |
| ------------------ | ----- |
| «Воробьёвы Горы»-2 | 7     |
| ШВСМ-ЗВС           | 6     |

Финал
|                  | Итого |
| ---------------- | ----- |
| СШОР «Москвич»-2 | 9     |
| Челябинск        | 2     |